# خط طول 31° غرب
خط طول 31° غرب هو أحد خطوط الطول الجغرافية، والتي تمتد من القطب الشمالي الجغرافي إلى القطب الجنوبي الجغرافي، وحسب التحويل الزمني يتأخر خط طول 31° غرب عن خط غرينتش بساعتين و4 دقائق.

## من القطب إلى القطب
ينطلق خط طول 31° غرب من القطب الشمالي نحو القطب الجنوبي مرورا بالمناطق التي ترد في الجدول التالي:
| الإحداثيات                         | البلد أو الإقليم أو البحر | ملاحظات |
| ---------------------------------- | ------------------------- | --- |
| 90°0′N 31°0′W / 90.000°N 31.000°W  | المحيط المتجمد الشمالي    | |
| 83°34′N 31°0′W / 83.567°N 31.000°W | جرينلاند                  | Northern Peary Land |
| 83°6′N 31°0′W / 83.100°N 31.000°W  | Frederick E. Hyde Fjord   | |
| 83°3′N 31°0′W / 83.050°N 31.000°W  | جرينلاند                  | Southern Peary Land |
| 82°0′N 31°0′W / 82.000°N 31.000°W  | Independence Fjord        | |
| 81°50′N 31°0′W / 81.833°N 31.000°W | جرينلاند                  | |
| 68°3′N 31°0′W / 68.050°N 31.000°W  | المحيط الأطلسي            | Passing just east of Corvo Island, الأزور, البرتغال (at 39°42′N 31°5′W / 39.700°N 31.083°W) · Passing just east of جزر فلوريس, الأزور, البرتغال (at 39°27′N 31°7′W / 39.450°N 31.117°W) |
| 60°0′S 31°0′W / 60.000°S 31.000°W  | المحيط الجنوبي            | |
| 76°51′S 31°0′W / 76.850°S 31.000°W | القارة القطبية الجنوبية   | المطالب الإقليمية بالقارة القطبية الجنوبية by both الأرجنتين (المقاطعة الأرجنتينية بالقارة القطبية الجنوبية) and المملكة المتحدة (المقاطعة البريطانية بالقارة القطبية الجنوبية)         |